# Luca Francesconi
Luca Francesconi (Milán, 1956) es un compositor, pedagogo y director de orquesta italiano.

## Biografía
Francesconi estudió piano en el Conservatorio de Milán y amplió sus estudios de composición con Azio Corghi, Karlheinz Stockhausen y Luciano Berio. Su interés por las nuevas tecnologías aplicadas a la composición le llevó a fundar en Milán en 1990 un centro de estudio y producción musical llamado AGON acústica informática música.
Su carrera como docente musical ha tenido una gran proyección internacional (conservatorios de Róterdam, Estrasburgo, IRCAM de París, CDMC de Madrid, etc) hasta culminar en Malmö, donde dirige el departamento de composición en la Musikhögskolan. En 2008 fue nombrado director de área de música de la Bienal de Venecia. En esa edición, se entregó el León de Oro al compositor alemán Helmut Lachenmann y Francesconi propuso una programación en la que se mostraron obras que sirvieron de punto de inflexión en la carrera de grandes músicos del siglo XX.

## Ópera
Por encargo de la RAI, en 1994 estrenó su ópera radiofónica Ballata del rovescio del mondo, con libreto de Umberto Fiori (basado en la Rime of the Ancient Mariner de Coleridge). Francesconi escogió el poema de Coleridge por su modernidad, por reflejar la disyuntiva entre razón e inconsciente en el que todavía vive el hombre contemporáneo. Por esta composición, Francesconi recibió el Prix Italia. 
En 2004 se estrenó en el Festival Holland de Ámsterdam una ópera comisionada por este festival. Francesconi utilizó un texto de Vittorio Sermonti y escribió la ópera Gesualdo Considered as a Murderer.
Su ópera Atopia está concebida como un espectáculo interactivo, inspirado por el cuadro de Velázquez Las Meninas.

## Premios
- 1994: Prix Italia por la ópera Ballata del rovescio del mondo.
- 1994: Förderpreis der Ernst-von-Siemens-Musikstiftung (Múnich).
- 1990: Kranichsteiner Musikpreis (Cursos de Verano de Darmstadt).